# Kfar Samir
Kfar Samir (hebrejsky: כפר סמיר, též כפר שמיר, doslova Samirova vesnice) je čtvrť v západní části Haify v Izraeli. Nachází se v administrativní oblasti Ma'arav Chejfa na úpatí pohoří Karmel.

## Geografie
Leží na pobřeží Středozemního moře v nadmořské výšce do 50 metrů, cca 4 kilometry jihozápadně od centra dolního města. Na východě s ní sousedí areál hřbitova Sde Jehošua, na jihu průmyslově-komerční oblast Mevo'ot Daromim a na severu čtvrť Neve David. Zaujímá úzký rovinatý pás území mezi mořským břehem a západním okrajem svahů pohoří Karmel, odkud sem stékají četná vádí, zejména Nachal Ezov a Nachal Sijach. Hlavní dopravní osou je pobřežní dálnice číslo 2, která zde ústí do dálnice číslo 4 (třída Sderot ha-Hagana), ze které tu k východu do nitra Karmelu odbočují Karmelské tunely (jižní obchvat Haify). Podél moře vede rovněž železniční trať, na níž je zde železniční stanice Chof ha-Karmel (dříve Kfar Samir). Kromě areálu hřbitova je větší část plochy čtvrti využita jako trvale neobydlený průmyslově-komerční distrikt s turistickými komplexy při pobřeží.